# Дір
Дір (староцерк.-слов. Диръ, Dyr або Djur стар. скандинавською (сіверською)) — напівлегендарний київський князь (860-882 рр.) За Повістю минулих літ був співправителем Аскольда. Дата та причини смерті Діра невідомі. З огляду на те, що походом русів на Константинополь 860 року керував єдиний володар і швидше за все ним був Аскольд, можна вважати, що Дір помер принаймні трохи раніше, хоча Михайло Грушевський вважав, що Дір міг правити й пізніше за Аскольда. Похований, за даними літопису, в урочищі, де пізніше збудували церкву святої Ірини (згідно з літописцем: «за святою Ориною»), тобто в місцевості навколо Софійського собору,  зайняте в часи Аскольда і Діра великим курганним могильником.

## Ім'я

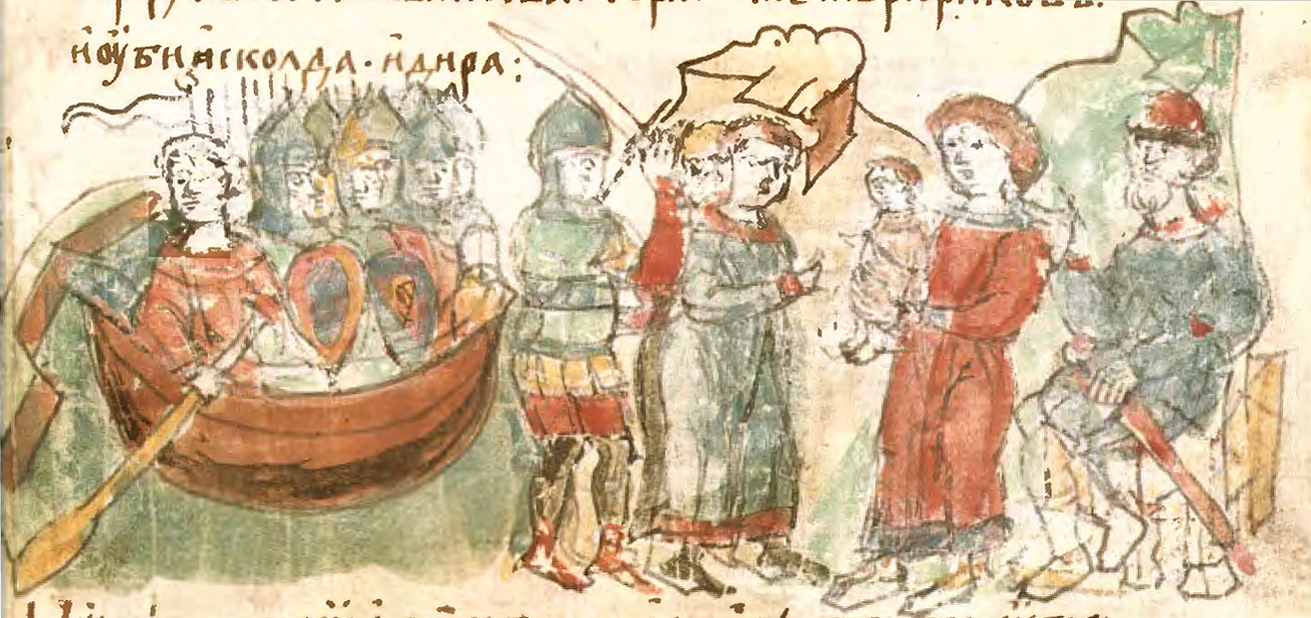
Вбивство Аскольда і Діра Олегом. Мініатюра з Радзивіллівського літопису

Походження імені князя досі викликає запитання. Поширена історична версія виводила його зі скандинавського або ж навіть готського «dyr» або «djur» — «звір», що пояснювалося нібито походженням Діра — відповідно скандинавським або готським. За іншими версіями — прізвисько має місцеве, слов'янське, або ж тюркське (хазарське або булгарське) коріння. Ян Длугош стверджував, що Дір походив з князівської династії, започаткованої князем Києм.

## Біографія

### Походження
В повісті минулих літ про Аскольда та Діра: «І було в нього (Рюрика) два мужі, Аскольд і Дір, не його племені, а бояри».
Легенда, викладена в «Повісті временних літ», згідно з якою Дір правив Києвом разом з Аскольдом і разом з ним загинув від руки князя Олега у 882 році, є малоймовірною[джерело?] — зокрема із огляду на різні місця поховання князів.
За іншою версією князя Діра, як окремої людини, не існувало взагалі, а Дір — це прізвисько князя Аскольда, існування якого не викликає ніяких сумнівів[джерело?], а місце поховання добре відоме — так звана Аскольдова могила в Києві.
Борис Рибаков зазначав: «особистість князя Діра нам не зрозуміла. Відчувається, що його ім'я штучно приєднано до Аскольда, тому що при описі їхніх спільних дій, граматична форма дає нам одиничне, а не подвійне число, як то мало би бути при описі спільних дій двох осіб».
За гіпотезою Ігоря Мицька він був сином князя Олега та братом Аскольда й Ольги.
У перекладі з єврейської ім'я Адір означає «Могутній», тому швидше за все «Адір» був титулом Аскольда. Ім'я Аскольд теж проглядається в єврейських іменах, і це не дивно оскільки він був правителем Києва, який греки і хозари називали «Самватас», що з єврейської означає «Укріплене місто, або фортеця». Адір-Аскольд був правителем, якого поставили хозари, проти яких і повстав, прийнявши християнство.

## «Перший серед слов'янських володарів»
З іноземних джерел, які датуються IX-X століттями, ім'я безпосередньо Діра називає лише арабський вчений X століття аль-Масуді. При цьому він оголошує його «першим серед слов'янських князів», що володів великими містами і багатьма населеними країнами. Це може бути як визнанням впливовості Діра, так і географічним визначенням — адже його держава за розташуванням була першою на захід від Хазарії (Хозарський каганат). Аль-Масуді не називає столицю Діра, але зазначає, що мусульманські купці привозять до неї свої товари.
До часів правління Діра деякі вчені відносять свідчення про будівництво хазарської фортеці Саркел на Дону (833) — що може бути свідченням загрози з боку Києва, про посольство «народу Рос» і його «кагана» до Інгельгайма і Константинополя (Бертинські аннали, під 838-839 роками), про звернення вірменських «опозиціонерів» до «володаря слов'ян» (50-і роки IX сторіччя), повідомлення ібн-Гордабега про «купців ар-Рус» (не пізніше 70-х років IX сторіччя).

## Двір Аскольда і Діра в Києві

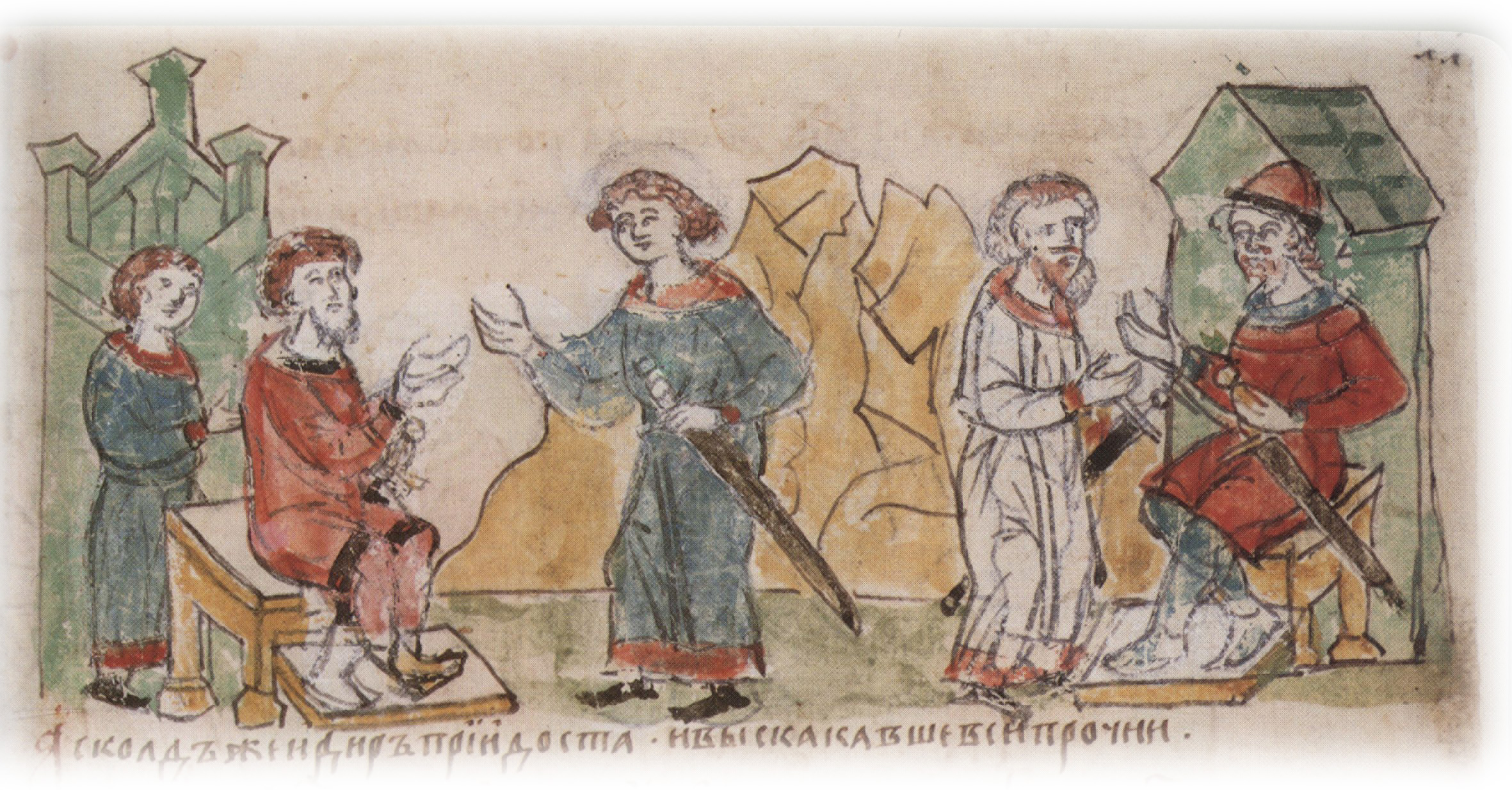
Аскольд і Дір княжат в Києві (мініатюра Радзивіллівського літопису).

Прямою мовою двір Аскольда і Діра в Повісті временних літ не згаданий, але дослідники впевнено розміщують його в урочищі Угорське — орієнтуючись на те, що Аскольд був похований саме у ньому. Поселення Аскольда і Діра в цьому місці — на високому березі Дніпра, пояснюється необхідністю контролю за судноплавством. Купці, що не бажали платити пошлину за прохід, завжди мали можливість пройти вздовж лівого берега Десенкою (Чорториєм). Двір в Угорському, навпроти південного кінця Труханового острова, де Десенка зливається з руслом Дніпра, дозволяв перехоплювати таких порушників. С. І. Климовський наступним чином відтворює структуру поселення Аскольда, Діра та їх дружини: власне поселення розташовувалось на терасах правого берега, навпроти, на південному кінці Труханового острова, розташовувався пост, що контролював Десенку. У разі необхідності з основного поселення завжди могли надіслати допомогу на Труханів. Для того, щоб поселення розташоване на терасах, не можно було б обстрілювати зверху, на самому верху гори були збудовані укріплення. За думкою С. Климовського, Угорське, зі своїм князівським двором, з 859 по 903 виконувало функцію містоутворювального ядра Києва, при чому в 882 році, після вбивства Аскольда і Діра, в ньому оселився Олег.

## Вшанування пам'яті
У місті Первомайськ провулок Молодогвардійців перейменували на провулок Аскольда і Діра.